# هيجة عبادي على (العدين)

تعديل مصدري - تعديل

هيجة عبادي على محلة تابعة لقرية الزائدة، التابعة لعزلة قصل بمديرية العدين إحدى مديريات محافظة إب في الجمهورية اليمنية.، بلغ تعداد سكانها 20 حسب تعداد اليمن لعام 2004.